# انتخابات الرئاسة الأمريكية 1976
الانتخابات الرئاسية الأمريكية 1976 هي الانتخابات الرئاسية الأمريكية التي جرت في 2 نوفمبر 1976، لانتخاب رئيس الولايات المتحدة، فاز بالانتخابات جيمي كارتر.